# Inquisitor glauce
Inquisitor glauce é uma espécie de gastrópode do gênero Inquisitor, pertencente a família Pseudomelatomidae.